# Neotrichia napoensis
Neotrichia napoensis är en nattsländeart som beskrevs av Harris och Davenport 1992. Neotrichia napoensis ingår i släktet Neotrichia och familjen smånattsländor. Inga underarter finns listade i Catalogue of Life.